# Cañaveral de León
Cañaveral de León is een gemeente in de Spaanse provincie Huelva in de regio Andalusië met een oppervlakte van 35,00 km². Cañaveral de León telt 410 inwoners (1 januari 2016).

## Demografische ontwikkeling
Bron: INE, 1857-2011: volkstellingen